# Piatra (okręg Prahova)
Piatra – wieś w Rumunii, w okręgu Prahova, w gminie Cocorăștii Colț. W 2011 roku liczyła 181 mieszkańców.